# Cinclodes albidiventris
Cinclodes albidiventris là một loài chim trong họ Furnariidae.